# Villiersicus fulvus
Villiersicus fulvus är en skalbaggsart som beskrevs av Antonio Vives 2005. Villiersicus fulvus ingår i släktet Villiersicus och familjen långhorningar.
Artens utbredningsområde är Madagaskar. Inga underarter finns listade i Catalogue of Life.